# Phylocentropus shigae
Phylocentropus shigae är en nattsländeart som beskrevs av Tsuda 1942. Phylocentropus shigae ingår i släktet Phylocentropus och familjen Dipseudopsidae. Inga underarter finns listade i Catalogue of Life.